# الروايم (بعدان)

تعديل مصدري - تعديل

الروايم محلة تابعة لقرية نؤادة، التابعة لعزلة المنار بمديرية بعدان إحدى مديريات محافظة إب في الجمهورية اليمنية، بلغ تعداد سكانها 107 حسب تعداد اليمن لعام 2004.